# Микрон (компания, Россия)
Акционерное общество «Микрон» (ранее также АООТ «НИИМЭ и завод «Микрон») — российская компания, производитель интегральных схем, основана 9 марта 1964 года как НИИ молекулярной электроники (НИИМЭ), при котором 1 февраля 1967 года был создан завод «Микрон».  Крупнейший производитель и экспортер микроэлектроники в России, центр экспертизы и технологический лидер российской полупроводниковой отрасли. Микрон производит более 700 типономиналов продукции, включая интегральные схемы для защищенных носителей данных, идентификационных, платежных и транспортных документов, управления питанием и RFID-маркировки для различных отраслей цифровой экономики.
Компания входит в госкомпанию «Элемент», объединившую микроэлектронные предприятия госкорпорации «Ростех» и  АФК «Система».
Входит в группу компаний «Микрон» (на сайте группы компаний говорится, что помимо ПАО «Микрон» в неё входят «ВЗПП-Микрон», АО «Светлана-Полупроводники», торговые представительства в Китае и на Тайване, сборочный завод в Шэньчжэне).
До распада СССР завод «Микрон» (вместе с зеленоградским заводом «Ангстрем» и минским объединением «Интеграл») являлся основным производителем интегральных схем в СССР.
Продукция предприятия составляет около 70 % от всего экспорта электроники из России.

## История
В 1970-е годы «Микрон» впервые в стране разработал и изготовил цифровые и аналоговые интегральные схемы массового применения.
В 1970—1980-е годы создан способ изготовления структуры микросхем с боковой изоляцией диэлектриком (процесс «эпипланар»), отработан первый отечественный техпроцесс изготовления интегральных схем с изоляцией окислом («изопланар») — основа производства биполярных ИС последующего поколения, разработан и внедрен базовый технологический процесс изготовления ИС с применением ионного легирования и внедрены плазмохимические процессы в технологии изготовления ИС. На «Микроне» создано производство на основе отечественных «чистых комнат», организован промышленный выпуск интегральных схем для отечественных суперЭВМ, разработан универсальный быстродействующий микропроцессорный набор серии 1802 для комплексов ПВО, осуществлены поставки интегральных микросхем для обеспечения космических программ «Марс» и «Венера».
12 апреля 1984 года Указом Президиума Верховного Совета СССР НИИМЭ и завод «Микрон» награждены орденом Трудового Красного Знамени за успешное выполнение заданий по созданию и производству Единой системы ЭВМ.
В 1991 году «Микрон» возглавил Геннадий Яковлевич Красников, пришедший на завод в 1981 году и последовательно занимавший должности инженера, ведущего инженера, начальника модуля, начальника цеха, заместителя генерального директора.
В 1990-е годы «Микрон» продолжает заниматься разработками новых технологий и модернизирует производство. Разработана технология БиКМОП. Предприятие получило право самостоятельного выхода на зарубежные рынки — начата серийная поставка кристаллов интегральных схем для фирмы «Samsung».
13 января 1994 года НИИМЭ и завод «Микрон» были акционированы как единая компания — акционерное общество открытого типа «НИИ молекулярной электроники и завод „Микрон“».
В середине 1990-х годов на «НИИМЭ и Микрон» построена новая «чистая комната», начато производство ИС на пластинах кремния диаметром 150 мм с проектными нормами 0,8 мкм. В 1999 г. получен международный сертификат компании Bureau Veritas Quality International на соответствие системы управления качеством согласно нормам ISO 9000.
В мае 1997 года «НИИМЭ и Микрон» вошла в состав холдинга «Концерн „Научный Центр“».
В 2000 году на базе Воронежского завода полупроводников создана дочерняя компания ЗАО «ВЗПП-Микрон».
В 2002 году «НИИМЭ и Микрон» вошла в состав ОАО «Ситроникс» (ранее «Концерн „Научный Центр“») как головное предприятие бизнес-направления «Ситроникс Микроэлектронные решения» (позднее «Ситроникс Микроэлектроника»).
В 2006 году «НИИМЭ и Микрон» реализует масштабный инвестиционный проект, направленный на модернизацию производства и строительство полного замкнутого производственного цикла: от пластины с чипами до готовой продукции, востребованной рынком. В марте было открыто производство SIM-карт для телекоммуникационной отрасли.
В июле 2006 года «НИИМЭ и Микрон» подписал соглашение с франко-итальянской компанией STMicroelectronics о передаче технологии производства микросхем с топологическим уровнем 180 нм.
В августе 2006 года «НИИМЭ и Микрон» начал производство чип-модулей для контактных смарт-карт, в декабре приступил к освоению полного цикла производства RFID-билетов для транспорта и с 2007 года начал поставки билетов для Московского метрополитена.
12 декабря 2007 года предприятием было объявлено о начале производства микросхем с топологическим размером 180 нанометров. Заявленная проектная мощность предприятия — 18 тыс. 200-мм пластин в год. «Микрон» приобрел и установил 238 единиц оборудования, поставки которого обеспечили более 40 компаний разных стран мира. Инвестиции в проект составили 300 млн долларов США. Государство на начальной стадии проекта вложило в него около 300 млн рублей в рамках Федеральной целевой программы «Развитие электронной компонентной базы»
В октябре 2009 года госкомпания «Роснано» и АФК «Система» подписали договор о создании на базе производственной площадки и инфраструктуры ОАО «НИИМЭ и Микрон» серийного производства интегральных схем с проектными нормами 90 нм по технологии компании STMicroelectronics на пластинах диаметром 200 мм (ООО «Ситроникс-Нано»). Общий объём финансирования проекта составил 16,5 млрд рублей. Запланированная мощность производства — 3000 пластин в месяц. Сроком начала производства микросхем был заявлен 2010—2011 год.
В 2010 году акционерный капитал компании распределялся следующим образом: 77,08 % — ОАО «Ситроникс», 10 % — Росимущество, 12,92 % — миноритарные акционеры.
Летом 2011 года исследовательский центр ОАО «НИИМЭ и Микрон» был выделен в отдельную дочернюю компанию ОАО «НИИМЭ», при этом головная компания сохранила своё название. Целью выделения стала разработка новых продуктов на технологическом уровне 180-90 нм и развитие технологий уровня 65-45 нм и менее.
В феврале 2012 года запущена линия по производству кристаллов ИС с топологическим уровнем 90 нм, которая позволила нарастить производственную мощность завода в два раза — до 36 тысяч пластин диаметром 200 мм в год.
В 2012 году совместно с ФУО «УЭК» разработан отечественный чип для «Универсальной электронной карты», производство которого началось в 2013 году.
В 2013 году «НИИМЭ и Микрон» запустил производство микросхем для российского биометрического загранпаспорта нового образца. На начало 2015 года поставлено более 6 млн чипов.
В 2013 году «НИИМЭ и Микрон» запустил производство бесконтактных смарт-карт для оплаты проезда «Тройка» для ГУП Московский метрополитен.
В мае 2013 года «НИИМЭ и Микрон» начинает процедуру консолидации производственных активов выкупом 12,5 % доли «Роснано» в проектной компании «Ситроникс-Нано».
В сентябре 2013 года «НИИМЭ и Микрон» в результате реорганизации концерна «Ситроникс» был переподчинен холдингу ОАО «РТИ».
В декабре 2013 года ОАО «НИИМЭ и Микрон» завершил разработку собственной технологии создания интегральных схем по топологии 65 нм — были получены первые работающие тестовые кристаллы. Этот проект ОАО «НИИМЭ и Микрон» был удостоен премии «CNews AWARDS 2014» в номинации «Российские технологии», а также общероссийской независимой премией «Золотой Чип 2014» в номинации «За вклад в развитие российской электроники». Массовое производство по топологии 65 нм планировалось открыть в 2014 году, однако этого не произошло. На начало 2015 года создание участка для производства кристаллов интегральных схем с данной топологией продолжается.
В мае 2014 г. «Микрон» в ходе проведения дополнительной эмисии консолидировал 100 % ООО «Ситроникс-Нано». Ранее предприятию принадлежало в капитале «Ситроникс-Нано» 62,33 %, ещё 37,67 % компания получила от «Роснано». В результате сделки «Роснано» стало акционером ОАО «НИИМЭ и Микрон».
В конце 2014 г. «НИИМЭ и Микрон» выпустил первые полностью отечественные двухъядерные микропроцессоры «Эльбрус-2СМ», разработанные ЗАО «МЦСТ» по технологии 90 нм.
В июле 2015 г. ОАО «НИИМЭ и Микрон» заключил контракт с ГУП «Мосгортранс» на поставку бесконтактных проездных билетов для наземного транспорта, став единственным поставщиком чипированных транспортных билетов для всего московского транспортного узла (метрополитен, наземный транспорт, пригородные электрички).
В сентябре 2015 г. ОАО «НИИМЭ и Микрон» и его дочерняя компания АО «НИИМЭ» стали резидентами Особой Экономической Зоны «Зеленоград».
В марте 2016 г. ОАО «НИИМЭ и Микрон» начал поставки на «Гознак» RFID-меток собственной разработки и производства для маркировки меховых изделий в рамках проекта Евразийского экономического союза (ЕАЭС) по созданию Единой системы маркировки товаров. RFID-метка позволит вести общий учёт маркированных изделий, обеспечит дополнительную защиту от подделки, будет содержать информацию по истории происхождения и перемещения мехового изделия, а также уникальный идентификатор бирки.
В апреле 2016 г. в Лаосской Народно-Демократической республике началась выдача биометрических загранпаспортов, изготовленных на базе разработанного и произведенного на «Микроне» микроконтроллера. Это первый международный проект по созданию системы идентификации иностранных граждан на российских технологиях.
В апреле 2016 г. ООО «Ситроникс Смарт Технологии» (входит в Группу «Микрон») начало массовый выпуск банковских карт НСПК «МИР» для мордовского «КС Банка» на микроконтроллере «Микрона». Это первый выпуск банковских карт системы «МИР» на банковском чипе отечественной разработки и производства.
27 апреля 2016 г. Совет директоров компании назначил генеральным директором ОАО «НИИМЭ и Микрон» Гульнару Хасьянову. Геннадий Красников занял пост председателя Совета директоров компании.
В 2018—2019 гг. в НИИМЭ разработаны и в ПАО «Микрон» начато производство микросхем для электронного паспорта гражданина Российской Федерации.
С 2022 года компания находится, по причине вторжения России на Украину, под санкциями стран Евросоюза, США, Великобритании и Украины.
В 2022 году, ВЭБ.РФ одобрил заводу «Микрон» кредит в 7 млрд рублей на увеличение производства чипов.
В марте 2024 года компания запустила на своей площадке в ОЭЗ Технополис «Москва» линию сборки микросхем в пластиковых корпусах, а также дополнительную линию по выпуску чип-модулей для банковских карт, электронных документов и сим-карт; производство налажено в формате полного цикла: от изготовления кристаллов микросхем до корпусирования.
В феврале 2024 Микрон запустил продажи микроконтроллера MIK32 «Амур» (К1948ВК018) собственной разработки и производства. Этот 180-нанометровый чип основан на 32-битном ядре RISC-V (RV32IMC) и аналогичен STM32L0 от STMicroelectronics, с добавлением функционала в области шифрования и безопасности. Спрос на данное устройство превысил все ожидания, заставив «Микрон» передать корпусирование микросхемы на субподряд на калининградскую фабрику группы GS. С запуском новой линии корпусирования мощностью до 18 млн единиц в год «Микрон» вернётся к полному циклу выпуска данной микросхемы.

## Производство
В настоящее время завод использует линию производства интегральных схем с проектными нормами от 250 до 65 нм (ФАБ-200) и 6-8 слоями металлизации; также линия для производства микросхем управления питанием по технологиям биполяр и планар, с 1-2 слоями металлизации и проектными нормами от 1,6-2 мкм (ФАБ-150).
В 2016 году было объявлено о планах освоения в 2018 году технологий 45-28 нм и строительства фабрики под него, для финансирования проекта стоимостью 1,5 млрд долл. предполагалось привлечь государство.

## Акционеры
На апрель 2016 г. (после проведения допэмиссии) крупнейшими акционерами ОАО «НИИМЭ и Микрон» являются:
- ПАО «РТИ» (напрямую и через дочерние компании) — 70,189 %;
- ПАО «Роснано» — 20,42 %;
- Росимущество — 6,549 %.

Остальные акции распределены между миноритарными акционерами.
В феврале 2016 г. ПАО «РТИ-Микроэлектроника» (100 % дочка ОАО «РТИ») передало ОАО «Роснано» в доверительное управление часть акций ПАО «НИИМЭ и Микрон», в результате чего «Роснано» может распоряжаться пакетом 27,238 %

## Дочерние предприятия
- ООО «Ситроникс Микродизайн»
- ООО «Ситроникс Смарт Технологии»[38]

## Галерея

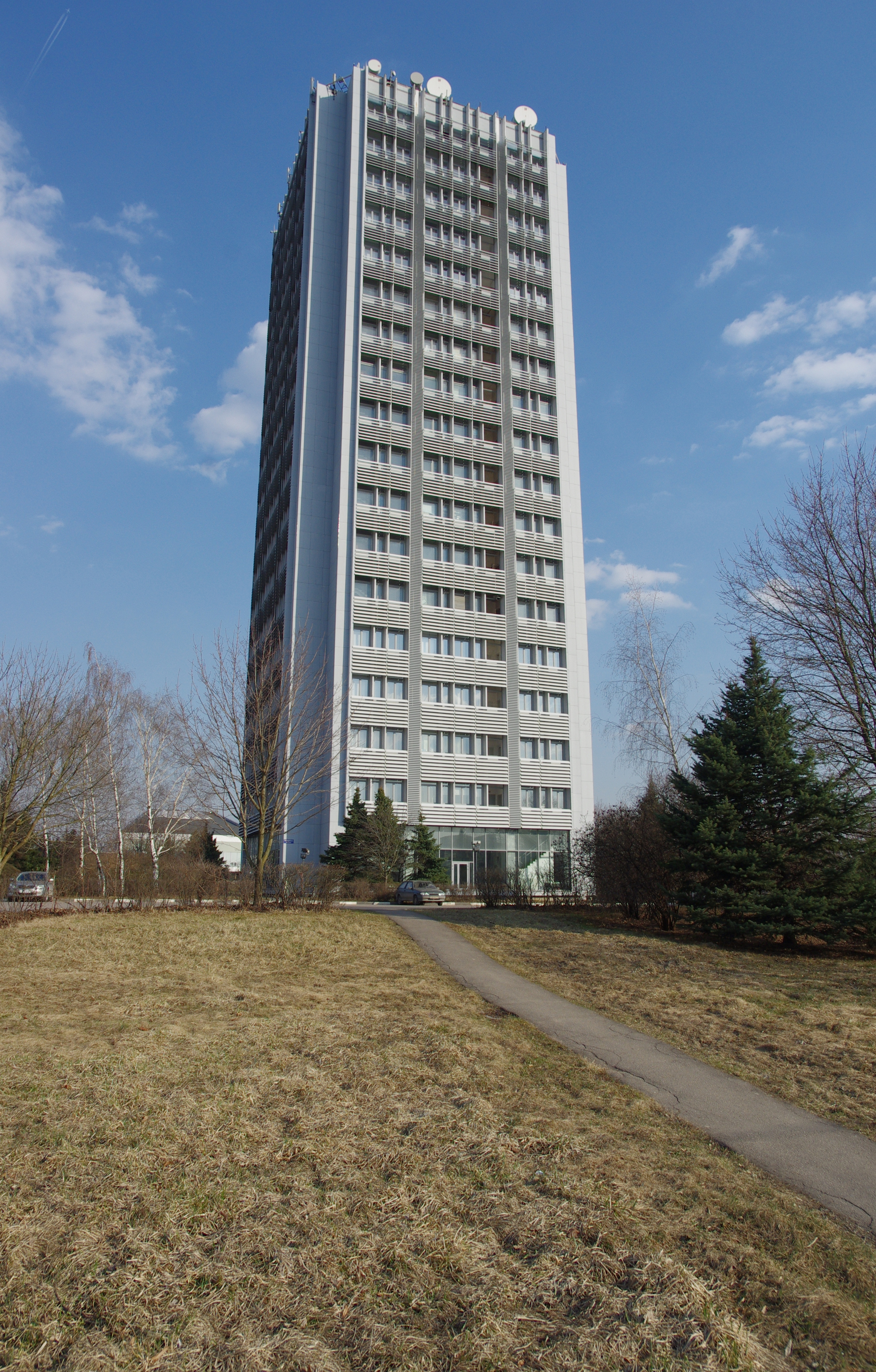
Главный офис (здание заводоуправления)
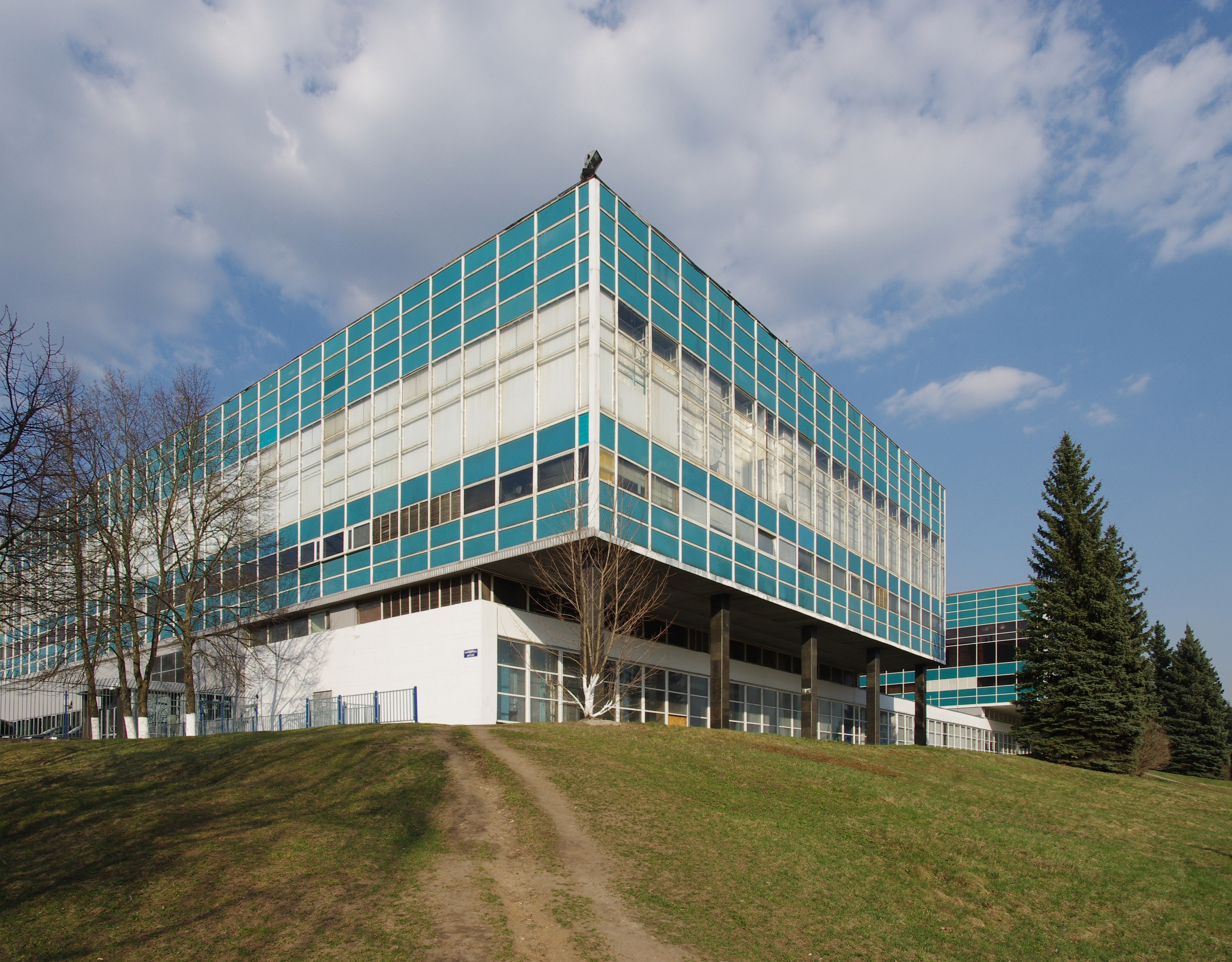
Один из четырёх производственных корпусов

## Известные сотрудники
- Баталов, Борис Васильевич (1938—1989), член-корреспондент АН СССР, работал в отделе САПР НИИМЭ (1967—1978)
- Валиев, Камиль Ахметович (1931—2010), академик РАН, первый директор НИИ молекулярной электроники и завода «Микрон» (1965—1978)
- Громова, Серафима Андреевна (1923—2013), Герой Социалистического Труда, работала на «Микроне»
- Казакул, Антонина Андреевна (род. 1944), полный кавалер ордена Трудовой Славы, работала на «Микроне»
- Копаев, Юрий Васильевич (1937—2012), академик РАН, работал в НИИМЭ (1964—1970)
- Мокеров, Владимир Григорьевич (1940—2008), член-корреспондент РАН, работал в НИИМЭ (1963—1988)
- Стемпковский, Александр Леонидович (род. 1950), академик РАН, работал в НИИМЭ (1973—1980)
- Терентьев, Станислав Порфирьевич — лауреат Государственной премии СССР (1975)